# Операция «Мотормэн»
Операция «Мотормэн» (англ. Operation Motorman) — крупная военная операция, проведённая британской армией в Северной Ирландии 31 июля 1972 года, с целью ликвидации «запретных зон» (территорий, контролируемых вооружёнными отрядами ирландских националистов).

## Предпосылки и общая обстановка
Беспорядки в Ирландии в августе 1969 года ознаменовали начало конфликта в северной части острова. После беспорядков два главных города Северной Ирландии, Белфаст и Дерри, практически не контролировались британским правительством. Многие районы этих городов частично или полностью находились в зоне влияния ирландских националистов и их союзников. Имело место постройка баррикад, которые возводило пронационалистическое местное население, чтобы изолировать и защитить свои районы от атак со стороны британских сил безопасности. Районы, которые контролировались националистами и сочувствующими им гражданами, стали именоваться «запретными зонами».
К концу 1971 года в Дерри было установлено 29 баррикад; 16 из них могли даже выдержать натиск бронетехники. Многие из националистических запретных зон напрямую контролировались группировкой Ирландская республиканская армия (ИРА).
21 июля 1972 года боевики ИРА взорвали 22 бомбы в Белфасте. Девять человек (в том числе два солдата и один лоялист) были убиты и 130 получили ранения. Атака побудила британское правительство уничтожить «запретные зоны».

## Подготовка
Операция «Мотормэн» была крупнейшей британской военной операцией со времён Суэцкого кризиса 1956 года и самой крупной в истории Ирландии со времён ирландской войны за независимость. За несколько дней до 31 июля в Северную Ирландию прибыло около 4000 военнослужащих из других частей страны. Всего задействовано почти 22 000 военных, в том числе 27 пехотных и два бронированных батальона, которых поддерживались полком обороны Ольстера (UDR) в 5300 человек. В операции задействовано большое количество бронемашин и танков.
Быстрое наращивание военного контингента не прошло не замеченным ИРА. Большая часть боевиков ИРА покинула «запретные зоны» за день до операции.

## Ход операции
Операция началась около 4:00 утра 31 июля. В «запретных зонах», таких как Свободный Дерри, жителей заранее предупредили о готовящемся прорыве баррикад. Британская армия при поддержке бульдозеров смогла разломать баррикады. Затем районы «запретных зон» наводнила британская пехота, поддерживаемая бронеавтомобилями и танками. Боевики ИРА и их лоялисты практически не имели оружия, чтобы противостоять британской армии, поэтому без сопротивления сдали все свои позиции. Однако несколько незначительных столкновений всё же произошли.
К концу дня Дерри и Белфаст были очищены от «запретных зон», но ситуация ещё была напряжённой.

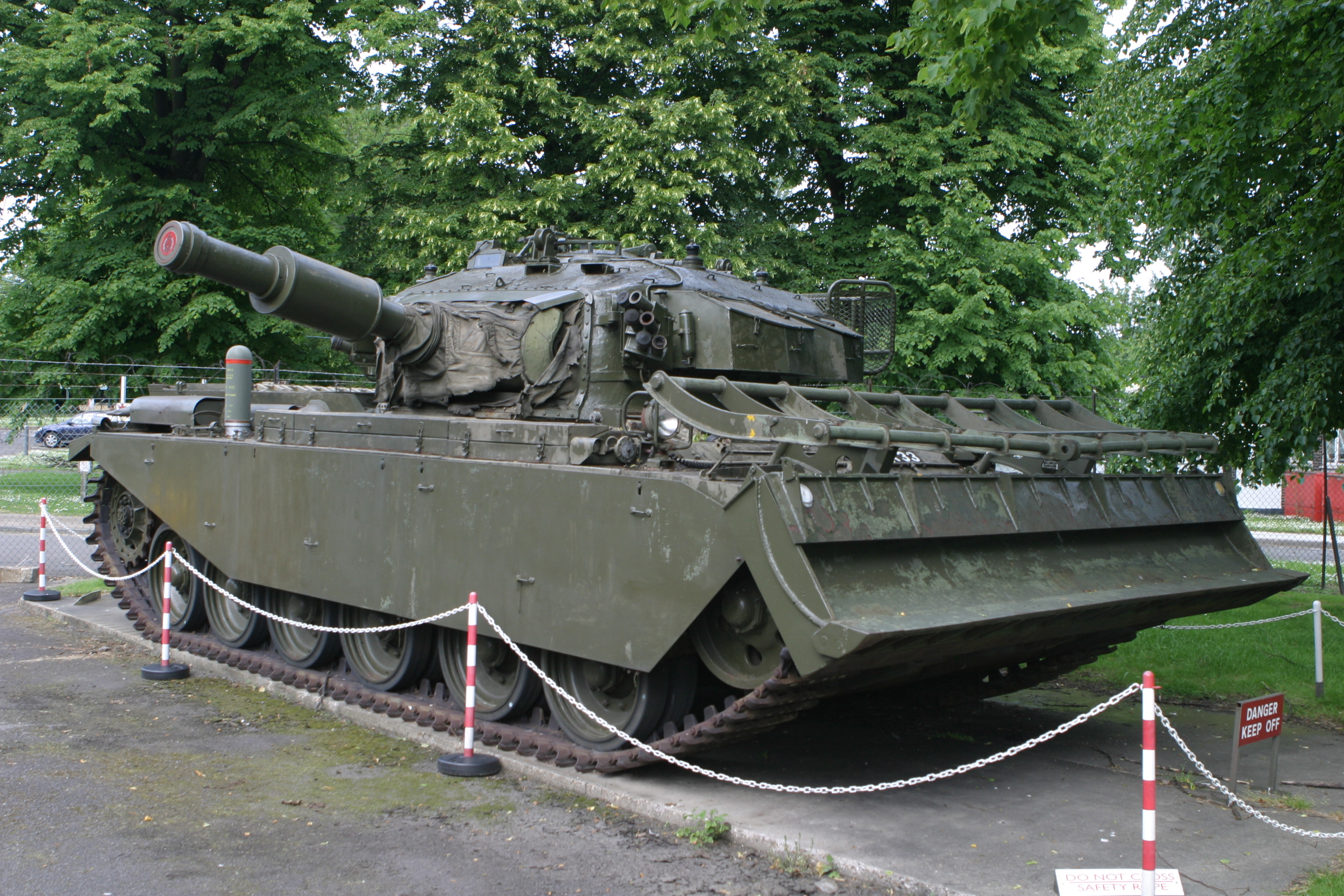
Танки Центурион A41 были задействованы в операции.
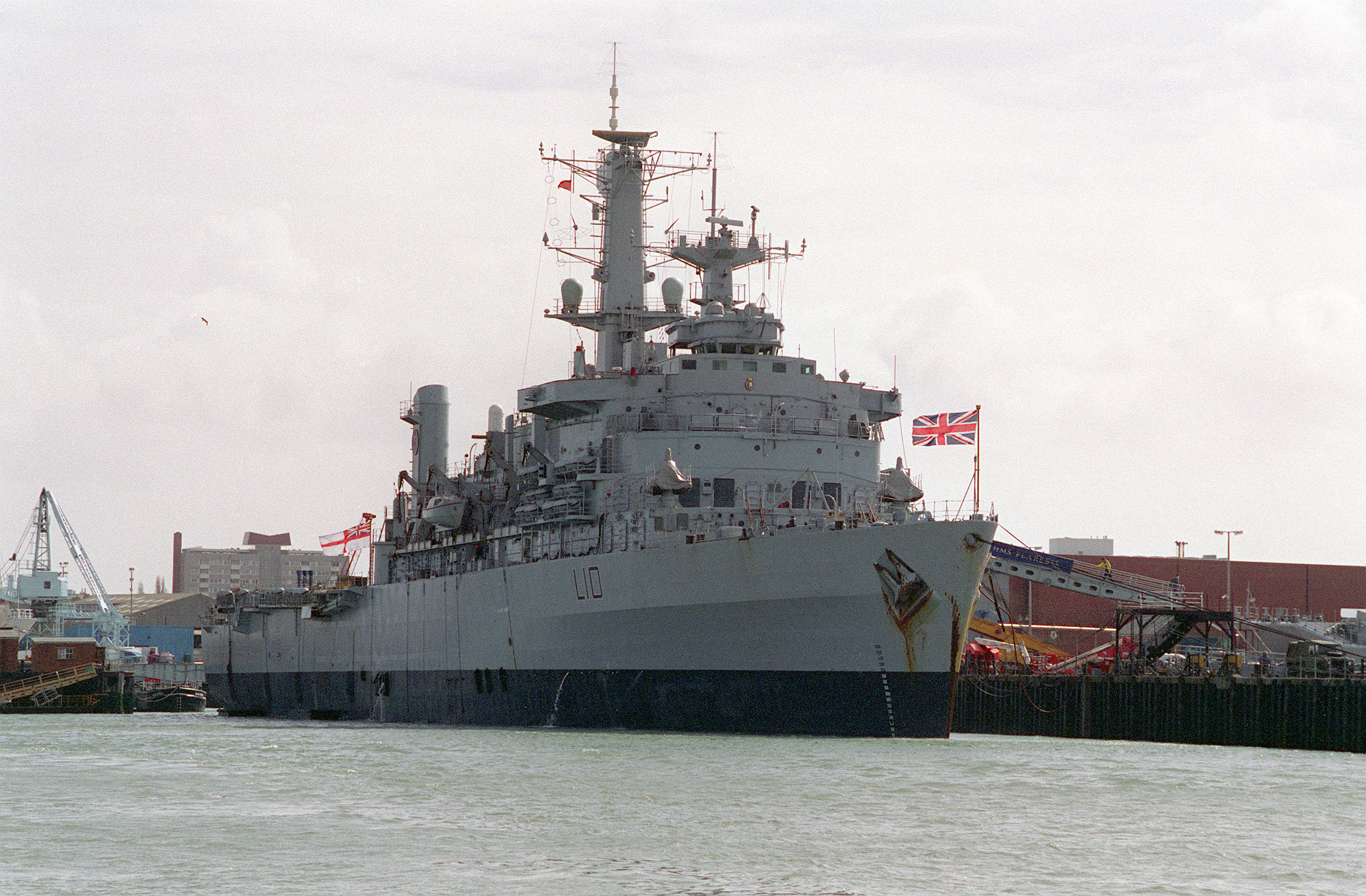
Десантные корабли HMS Fearless перебрасывали войска в Северную Ирландию накануне операции.

## Жертвы
Во время операции британская армия застрелила двух человек в Дерри, одного мирного жителя и одного члена ИРА:
- Даниэль Хегарти, 15-летний житель Дерри[14], застрелен вместе со своими двоюродными братьями, когда они вышли на улицу, чтобы посмотреть на военную технику. Один из его кузенов, Кристофер Хегарти, выжил, несмотря на ранение в голову[15].
- Симус Брэдли, 19-летний член ИРА[8], застрелен в Дерри.

В Белфасте несколько человек арестовано, но никакого вооружённого сопротивления не было.

## Последствия
Через несколько часов после завершения операции «Мотормэн» произошёл теракт на главной улице деревни Клауди в графстве Лондондерри, в результате которого девять мирных жителей погибли. Пятеро из жертв были католиками, а четверо — протестантами. В организации теракта обвинялась Временная ИРА, которая отвергала эти обвинения и заявляла, что ни одно её подразделение не устраивало взрыв.